# José González Ganoza
José González Ganoza (10. července 1954, Lima – 8. prosince 1987 Callao) byl peruánský fotbalový brankář. Zemřel při leteckém neštěstí, kdy zahynulo všech 43 cestujících. Jeho synovcem je peruánský fotbalista Paolo Guerrero.

## Fotbalová kariéra
V peruánské lize hrál za tým Alianza Lima. V letech roce 1975, 1977 a 1978 získal s týmem Alianza Lima mistrovský titul. V jihoamerickém Poháru osvoboditelů nastoupil ve 33 utkáních. Za reprezentaci Peru nastoupil v letech 1981–1987 ve 20 utkáních. Byl členem peruánské reprezentace na Mistrovství světa ve fotbale 1978, do zápasu ale nenastoupil.